# Mrenești, Vâlcea
Mrenești este un sat în comuna Crețeni din județul Vâlcea, Oltenia, România.

## Vezi și
- Biserica de lemn din Mrenești

 Acest articol despre o localitate din județul Vâlcea este deocamdată un ciot. Puteți ajuta Wikipedia prin completarea lui.